# Folke Petrén
Bror Edvard Folke Petrén (i riksdagen kallad Petrén i Västerås), född 4 maj 1910 i Oscars församling, Stockholms stad, död 12 februari 1960 i Västerås församling, var en svensk bergsingenjör och politiker (folkpartist). Han var son till juristen och politikern Bror Petrén och far till skådespelaren Ann Petrén.
Folke Petrén var drifts- och forskningsingenjör vid Rönnskärsverken 1934–1941 och verkade därefter 1941–1960 vid AB Svenska Metallverken i Västerås, från 1943 som överingenjör och platschef. Han var riksdagsledamot 1948–1952 i första kammaren för Södermanlands och Västmanlands läns valkrets. I riksdagen var han bland annat suppleant i bevillningsutskottet 1948–1950 och därefter ledamot i samma utskott till 1952. Han var särskilt engagerad i näringspolitiska frågor.